# Орлов Лог
Орло́в Лог — посёлок в Семилукском районе Воронежской области между городом Семилуки и селом Девица.
Входит в состав Девицкого сельского поселения.

## География
Посёлок Орлов Лог является частью села Девица, расположен на правом берегу реки Девица недалеко от города Воронеж.
На месте бывшего карьера по добычи глины имеется меловое озеро.

## История
Посёлок был основан в начале XX века, для размещения рабочих, задействованных в шахтах по добыче глины. В настоящее время шахты не действуют, а район добычи огнеупорных глин сместился на юг и разрабатывается предприятием ОАО «Воронежское рудоуправление» открытым способом.

## Население
| 2010 |
| ---- |
| 4562 |

## Социальная сфера

### Образование
В 1934 году было принято решение Семилукского райкома партии о строительстве школы в руднике Орлов Лог. В 1936 году Девицкая средняя школа распахнула свои двери для детей горняков и колхозников. Это была одна из первых средних школ в районе.
В 1963 году Девицкая средняя школа по Постановлению Президиума Верховного Совета РСФСР была переименована в Орловлогскую среднюю общеобразовательную трудовую политехническую школу с профессиональным образованием.
На сегодняшний день это МКОУ Орловлогская СОШ.
Также в поселке имеются детский сад, библиотека и клуб.

### Здравоохранение
В поселке имеется фельдшерско-акушерский пункт.

## Экономика
В поселке действуют:
- МУП «Орловлогский коммунальный комплекс»,
- ООО ПП «Воронежпаркет»,
- ООО «Агрокомплекс»,
- а также розничная торговля продуктами.

В поселке расположена электроподстанция № 34 — «Орлов лог» 35/6кВ ОАО «МРСК Центра» — «Воронеж». Введена в эксплуатацию в 1977 году. Техническая возможность технологического присоединения к данной подстанции отсутствует за неимением фактического резерва мощности.

### Транспорт и связь
В трех километрах от поселка проходит автомобильная дорога федерального значения А144. Автобусным сообщением посёлок связан с населёнными пунктами Воронеж, Семилуки, Девица, Стрелица, Бахчеево.
В поселке расположено сельское отделение почтовой связи, индекс 396943.
Имеется доступ в сеть Интернет по волоконно-оптической линии, мобильной связи 4G, а также с помощью технологии DSL.

### Планировка и застройка
В 2009 году разработан генеральный план территориального планирования поселения и определены зоны застройки поселения.